# Державний нафтовий комісаріат
Державний нафтовий комісаріат — галузеве відомство Державного секретаріату ЗУНР-ЗОУНР, яке відповідало за організацію нафтовидобутку, нафтопереробки та збуту нафтопродуктів.
Відомство розташовувалося в місті Дрогобич.

## Історія
Державний нафтовий комісаріат було створено в листопаді 1918 року для організації видобутку нафти на Бориславському нафтогазоконденсатному родовищі, її переробки на нафтопереробних заводах Дрогобича та подальшого збуту нафтопродуктів.
Першим і єдиним очільником комісаріату став соціал-демократ Семен Вітик. Будучи одним із співзасновників Української соціал-демократичної партії, він активно просував своїх однопартійців на ключові посади. У результаті Нафтовий комісаріат опинився під повним контролем місцевих соціал-демократів.
На практиці діяльність Нафтового комісаріату виявилася радше шкідливою для нафтової промисловості басейну. Незважаючи на рішення Державного секретаріату ЗУНР про відмову від націоналізації нафтових промислів, комісаріат самовільно націоналізував майно бельгійських і французьких капіталістів, що погіршило відносини ЗУНР із Бельгією та Францією. Крім того, комісаріат перешкоджав експорту галицької нафти, зірвавши кілька угод щодо обміну нафти на зброю. Найбільш шкідливою була спекуляція нафтою на внутрішньому ринку: представники комісаріату продавали нафту в 20-30 разів дорожче за собівартість її виробництва.
Для контролю над діяльністю Нафтового комісаріату в січні 1919 року його підпорядкували Державному секретаріату торгівлі і промислу, проте це не вплинуло на його автономію. У результаті фактично відбулося злиття Нафтового комісаріату з адміністративними органами Дрогобицького повіту. Відтоді Семен Вітик став фактичним князем повіту, самовільно призначаючи урядовців і виплачуючи їм зарплати з бюджету, сформованого за рахунок несанкціонованого продажу нафтопродуктів. За деякими джерелами, Вітик навіть створив власну «міні-армію», підпорядкувавши собі Дрогобицьку міліцію.
Підсумком діяльності Нафтового комісаріату стало критичне падіння видобутку нафти в басейні, оскільки більшість вишок простоювали. Водночас, за деякими джерелами, комісаріату вдалося частково відновити роботу Державної фабрики мінеральних олив, яка до війни була найбільшим нафтопереробним підприємством Королівства Галичини та Лодомерії.
Кінець монополії Семена Вітика настав із розпорядженням Державного секретаріату військових справ від 28 березня 1919 року «Про утворення нафтового округу під його безпосереднім підпорядкуванням», що фактично ліквідувало Державний нафтовий комісаріат, передавши владу в повіті військовій адміністрації.

## Див.також
- Дрогобицьке повстання
- Історія нафтових промислів Борислава